# Pfalz D.VIII
El Pfalz D.VIII fue un caza alemán, desarrollado en 1918, que voló para la Luftstreitkräfte (Fuerza Aérea Alemana), durante la Primera Guerra Mundial.

## Desarrollo
La producción del D.VIII fue aprobada en 1918, para desarrollar un avión de caza superior. Su planta motriz, un Siemens-Halske Sh.III rotativo permitió al modelo alcanzar una velocidad máxima de 120 millas por hora, a nivel del mar. Su armamento consistió en 2 ametralladoras MG 08 de 7.92 mm. 

## Producción
Cuarenta unidades fueron completadas pero, como estaba muy cercano el final de la guerra, fueron usados mayormente para pruebas de evaluación.

## Especificaciones

### Características generales
- Tripulación: 1
- Longitud: 5,65 m
- Envergadura: 7,52 m
- Altura: 2,75 m
- Superficie alar: 17,2 m²
- Peso vacío: 543 kg
- Peso cargado: 738 kg
- Planta motriz: 1× motor rotativo Siemens-Halske Sh.III de 11 cilindros.
  - Potencia: 119 kW 160 CV
- Hélices: 1× bipala por motor.

### Rendimiento
- Velocidad máxima operativa (Vno): 190 km/h (103 nudos, 118 mi/h)
- Alcance: 285 km
- Régimen de ascenso: 4 m/s
- Carga alar: 42.9 kg/m²

### Armamento
- Ametralladoras: 2× Maxim LMG 08/15 de 7,92 mm

### Aeronaves similares
- Fokker D.VII
- Nieuport 28
- Sopwith Snipe
- SPAD S.XIII

### Listas relacionadas
- Anexo:Cazas de la Primera Guerra Mundial
- Anexo:Biplanos